# Elk Haus-Simplon
Elk Haus-Simplon was een Oostenrijkse wielerploeg. De ploeg was tot 2010 een Professional Continental Team en komt uit in de continentale circuits van de UCI.
De ploeg bestond voor het grootste deel uit Oostenrijkse renners.
In 2007 kreeg Elk Haus in eerste instantie een wildcard voor de Ronde van Duitsland. Op 7 augustus, drie dagen voor de start van de ProTour-rittenkoers, werd echter bekendgemaakt dat het team níet deel zou mogen nemen. Aanleiding was de dubieuze reputatie van de ploeg. Zo werd Christian Pfannberger al eens betrapt op het gebruik van epo en probeerde Markus Eibegger na afloop van het WK in 2006 een controle te ontlopen. Naar verluidt zouden enkele ProTour-ploegen en de Duitse zender ARD (die ook al uit de Tour stapte omwille van een dopinggeval) hebben aangedrongen op het intrekken van de wildcard. Organisator van de Deutschland-Tour Kai Rapp gaf als reden aan dat "de regels die de directie stelt, niet kunnen nagevolgd worden door de volledige ploeg ELK Haus Simplon." Donderdagnamiddag besloot een rechter in Hamburg echter dat de ploeg toch van start kon gaan.

## Bekende renners
- Stefan Denifl
- Markus Eibegger
- Adam Hansen
- Bernhard Kohl
- Tomáš Konečný
- Christian Pfannberger
- Thomas Rohregger
- Steffen Radochla

## Ploeg per jaar
- Ploeg 2007
- Ploeg 2008
- Ploeg 2009